# Radix (taalkunde)
Met de radix of wortel wordt de kleinste betekenisvolle eenheid in een taal bedoeld. Lexicale eenheden bestaan altijd uit minstens één wortel. De wortel wordt onderscheiden van de stam, doordat het bij wortels zowel om vrije als gebonden morfemen kan gaan. De stam van een woord is altijd een vrij morfeem. Bij talen met weinig verbuiging zoals het Engels en Nederlands is een niet-samengesteld, onverbogen woord doorgaans gelijk aan de stam/wortel. Het onderscheid tussen de stam en wortel is bij deze talen grotendeels verloren gegaan. Oudere talen uit dezelfde familie (de Indo-Europese talen), bijvoorbeeld Sanskrit of Grieks, bevatten nog wel het onderscheid tussen wortel en stam. Zo heeft bijvoorbeeld het Sanskriet ten minste 2000 wortels, waarmee via vastgestelde regels, een stam kan worden opgebouwd voor zelfstandige naamwoorden, of voor werkwoorden.

## Semitische talen
Het onderscheid tussen de begrippen "woord" en "wortel" speelt met name een zeer belangrijke rol in Semitische talen, omdat de wortels hier allerlei verschillende vormen kunnen aannemen in bepaalde woorden. Een Semitische wortel bestaat vaak uit drie, soms twee medeklinkers; hij vormt zelf geen woord, maar is een abstract concept dat een globale betekenis draagt. Met behulp van klinkerpatronen, voorvoegsels en achtervoegsels wordt de wortel verbogen en ontstaan woorden met een concrete betekenis.
Bijvoorbeeld, in het Hebreeuws:
gdl is de wortel voor "groot (zijn)"
gadol betekent "groot" (mannelijk bijvoeglijk naamwoord)
gdola betekent "groot" (vrouwelijk bijvoeglijk naamwoord)
giddel betekent "hij deed groeien" (overgankelijk werkwoord)
gadal betekent "hij groeide" (onovergankelijk werkwoord)
higdil betekent "hij vergrootte" (overgankelijk werkwoord)
magdelet betekent "vergroter" (lens)
spr is de wortel voor "tellen" of "vertellen"
sefer betekent "boek" (bevat verhalen die verteld worden) ('f' en 'p' worden in het Hebreeuws door dezelfde letter weergegeven)
sofer betekent "schrijver" of "hij telt"
mispar betekent "getal"
Vele wortels worden door verscheidene Semitische talen gedeeld. Zo bestaat de wortel ktb, die "schrijven" betekent, in het Hebreeuws, Aramees en Arabisch ("hij schreef" is kataba in het Arabisch, ktav in het Aramees en katav in het Hebreeuws; 'b' en 'v' worden in het Hebreeuws en Aramees door dezelfde letter weergegeven).
De volgende lijst laat een aantal equivalente woorden zien in Semitische talen.
| Akkadisch | Aramees | Arabisch | Hebreeuws | Nederlandse vertaling |
| --------- | ------- | -------- | --------- | --------------------- |
| zikaru    | dikrā   | ḏakar    | zåḵår     | mannelijk             |
| maliku    | malkā   | malik    | mĕlĕḵ     | koning                |
| imêru     | ḥmārā   | ḥimār    | ḥămōr     | ezel                  |
| erṣetu    | ʔarʿā   | ʔarḍ     | ʔĕrĕṣ     | land, aarde           |

Andere Afro-Aziatische talen laten vergelijkbare patronen zien, maar meestal met wortels bestaande uit slechts twee medeklinkers. In bijvoorbeeld het Kabylisch betekent afeg "vlieg!", terwijl affug "vlucht" betekent, en yufeg "hij vloog".